# Lutricia McNeal
Lutricia McNeal (Oklahoma City, 27 november 1973) is een Amerikaanse r&b-, soul- en popzangeres.

## Loopbaan
McNeal was in de jaren 90 populair in Europa. In 1993 werd ze betrokken bij de dancegroep Rob'n'Raz, waarvoor ze de hits Clubhopping en In Command zong. Zij brak solo door met het lied Ain't That Just the Way (1997). Enkele andere kleine hits waren: My Side of Town (1997), Stranded (1998) en Perfect Love (2002). Haar grootste succes kende ze in Scandinavië en Duitsland.

## Discografie

### Singles
- 1993 - "Clubhopping" (met Rob'n'Raz)
- 1993 - "In Command" (met Rob'n'Raz)
- 1997 - "Ain't That Just the Way" (Alarmschijf)
- 1997 - "My Side of Town"
- 1997 - "Washington"
- 1998 - "Stranded"
- 1998 - "Someone Loves You Honey"
- 1998 - "The Greatest Love You'll Never Know/When a Child Is Born"
- 1999 - "365 Days"
- 2000 - "Fly Away"
- 2000 - "Sodapop"
- 2002 - "Perfect Love"
- 2002 - "You Showed Me"
- 2003 - "Wrong or Right"
- 2004 - "Promise Me"
- 2005 - "Rise"
- 2005 - "It's Not Easy"
- 2006 - "Best of Times"
- 2007 - "Hold That Moment"

### Albums
- 1997 - My Side of Town
- 1997 - Lutricia McNeal
- 1998 - My Side of Town (versie VS)
- 1999 - Whatcha Been Doing
- 2002 - Metroplex
- 2004 - Soulsister Ambassador
- 2005 - Rise (Japanse versie van Soulsister Ambassador)
- 2008 - Great Memories

- Bibliothèque nationale de France: cb14012565c (data)
- Gemeinsame Normdatei: 135073154
- International Standard Name Identifier: 0000 0003 9941 845X
- Library of Congress Control Number: n2018035884
- Nationale Bibliotheek van Letland: 000091770
- MusicBrainz: 0092dc2a-38ca-4b01-94dd-5334bba14059
- Nationale Bibliotheek van Tsjechië: xx0147746
- Virtual International Authority File: 293784212
- WorldCat: E39PBJvMyJDrkyqdtqrwJFTrbd